# Joseph Bédier
Pour les articles homonymes, voir Bédier.
Ne doit pas être confondu avec Joseph Bédier (résistant).
Charles Marie Joseph Bédier, né le 28 janvier 1864 à Paris 6e et mort le 29 août 1938 au Grand-Serre dans la Drôme, est un philologue romaniste français, spécialiste de la littérature médiévale.
Sa famille est d’origine bretonne mais s’est installée dès 1744 à l’île de la Réunion. Bien que né à Paris, il retourne passer son enfance à La Réunion après le décès de son père alors qu’il n’est âgé que de quatre ans. Il devient professeur de littérature française du Moyen Âge. Il publie de nombreux textes médiévaux en français moderne, tels que les Fabliaux (1893), Tristan et Iseut (1900), La Chanson de Roland (1921). Il est élu membre de l'Académie française en 1920.

## Enfance, étude et début de carrière
Né à Paris, il passe toute son enfance et son adolescence à l'île de La Réunion, où étaient établis ses parents (son père Adolphe est avocat), jusqu'à 1883, année de son admission à l'âge de 19 ans (à la suite de son frère Édouard) à l'École normale supérieure, où il reste jusqu'à l'agrégation de lettres (1886),. Désireux d'apprendre davantage, il assiste aux conférences organisées par l'École pratique des hautes études et le Collège de France, où il rencontre son maître, Gaston Paris, qui exercera sur lui une grande influence et qu'il ne cessera de vénérer. En 1893, il obtient son doctorat.
De 1889 à 1891, il est le premier professeur de langue et littérature françaises de la nouvelle université de Fribourg,. Il rentre en France en 1891 pour occuper un poste à la faculté de lettres de l'université de Caen et se marie avec Eugénie Bizarelli, dont il aura trois enfants, dont Jean (1898-1992), banquier. Il trouve du temps pour publier divers travaux dans Romania et dans la Revue des deux Mondes.

## Pendant la Première Guerre mondiale
Quand en 1914 éclate la guerre, la situation change complètement, puisqu'il met ses connaissances en allemand à la disposition de l'état-major. Le travail de Bédier au ministère de la Guerre le maintient éloigné de l'enseignement jusqu'en 1920, année où il est admis à l'Académie française, au fauteuil d'Edmond Rostand.

## Fin de carrière
Après 1918, sa carrière de romaniste passe après sa carrière administrative, ce qui nuit à ses recherches. À partir de 1928, il n'écrit plus guère dans ce domaine. En 1929, il est élu administrateur du Collège de France. En 1936, à 72 ans, il prend sa retraite et abandonne, en même temps que tous les honneurs, le lieu auquel il avait consacré plus de trente ans de sa vie.
En 1921 il participe à la création de la Revue de France, il est membre en 1930 de la fondation Pour la science, qui publie la Revue de synthèse.
Il meurt subitement au Grand-Serre, le 29 août 1938, d'une congestion cérébrale.

## Distinctions
- Grand-croix de la Légion d'honneur (1937)

## Son œuvre

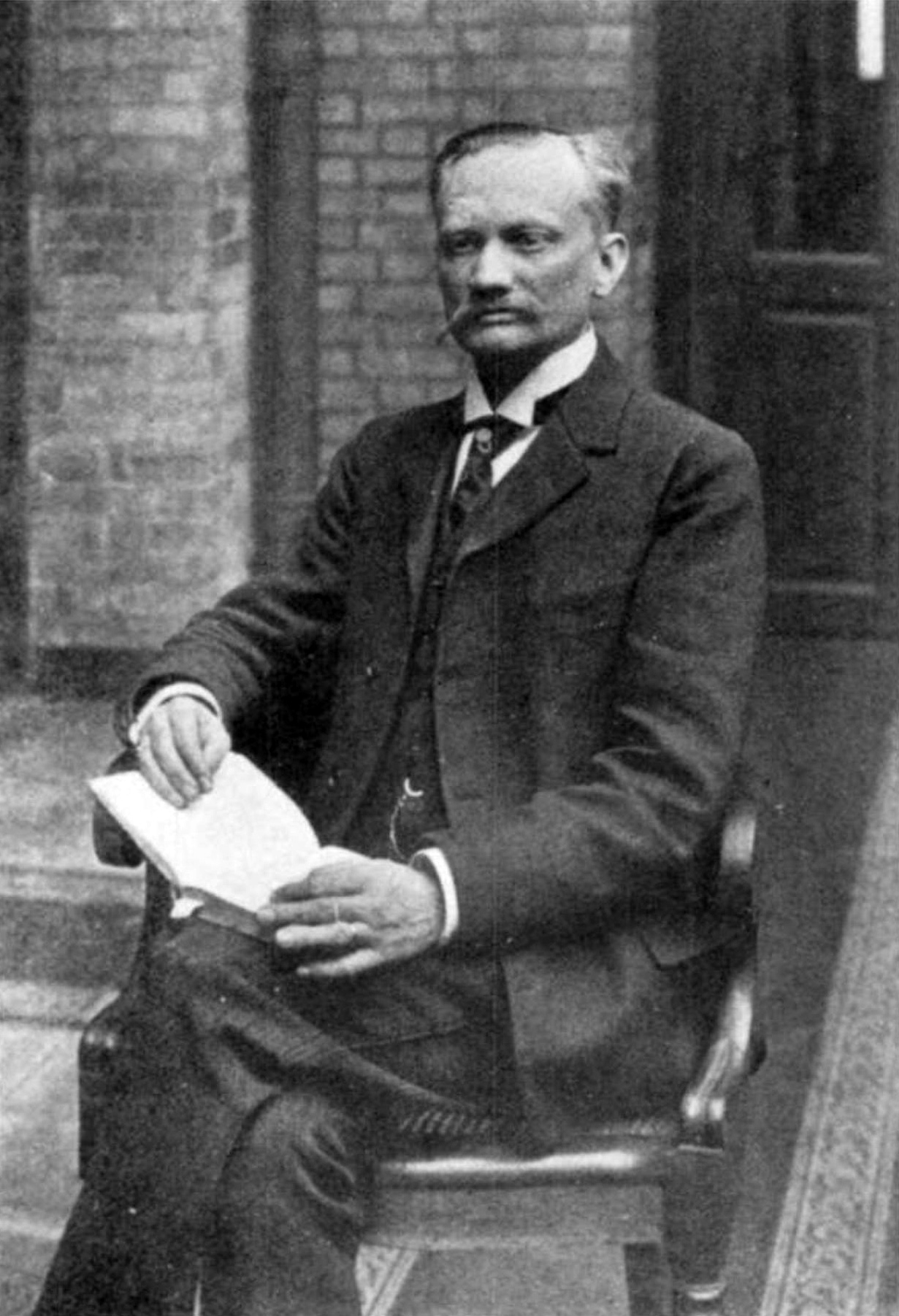

Bédier a consacré sa vie à l'étude des œuvres les plus importantes de la littérature française du Moyen Âge. Son travail est axé autour de l'un de ses soucis constants : le problème des origines. Mû par cette ardeur, Bédier soumet à un examen attentif tout le corpus des contes étudiés, les classe, les compare. Finalement, il arrive à une conclusion surprenante — face aux théories communément acceptées — que la tradition est moins riche et moins variée qu'on ne l'avait cru jusqu'alors et que les textes les plus anciens possèdent un fonds commun d'éléments disposés selon un ordre constant, qui pourraient remonter à une même origine.
La célébrité et la reconnaissance définitive lui arrivent avec la publication du roman de Tristan et Iseut, histoire qui, jusqu'alors, était ignorée du grand public français.
Parmi ses travaux, il faut citer l'édition de la Chanson de Roland, ainsi que diverses études consacrées à la poésie épique médiévale et aux questions relatives aux origines des grandes œuvres de l'ancienne littérature française.
L'un d'eux, Les Légendes épiques, recherches sur la formation des chansons de geste, postule une thèse « individualiste » au sujet de la création des gestes. Il y insiste sur le fait que, pour lui, « au lieu de s'épuiser à la recherche des hypothétiques modèles perdus des chansons de geste, il faut les accepter telles qu'elles sont, dans les textes que nous avons […], il faut les aimer et tâcher de les comprendre pour ce qu'elles sont ».
Une telle théorie n'a pas manqué de susciter des débats au sein de la communauté européenne des romanistes. Certains contradicteurs, par exemple Ramón Menéndez Pidal, ont réaffirmé l'idée d'une tradition lyrique et légendaire qui a précédé les chansons de gestes, comme il l'expose dans son livre La Chanson de Roland y el neotradicionalismo [trad. : La Chanson de Roland et la tradition épique des Francs, P., Picard, 1960]. Italo Siciliano pour sa part a publié dès 1951 une synthèse : Les Origines des chansons de geste ; théories et discussions. Plus récemment, Kurt Kloocke a consacré au bédiérisme une copieuse thèse : Joseph Bédiers Theorie über den Ursprung der Chansons de geste und die daran andschliessende Diskussion zwischen 1908 und 1968 (Göppingen, Kümmerle, 1972, IX+545pp)

## Ouvrages
- Le Lai de l’ombre, 1890
- Le Fabliau de Richeut, 1891
- Les Fabliaux, études de littérature populaire et d’histoire littéraire du Moyen Âge, 1893, prix Marcelin Guérin  de l'Académie française en 1895[4]
- De Nicolao Museto (gallice Colin Muset), francogallico carminum scriptore, 1893
- Le Roman de Tristan et Iseut, Paris, Henri Piazza éditeur d'art, 1900, illustré de compositions de Robert Engels : cet ouvrage a été traduit en allemand en 1901 et en anglais en 1903 — Texte sur Wikisource

Prix Saintour de l’Académie française en 1901
- Le Roman de Tristan par Thomas, 2 vol., 1902-1905
- Études critiques, 1903
- Les Deux Poèmes de la Folie Tristan, 1907
- Légendes épiques, recherches sur la formation des chansons de geste, 1908-1913, Grand Prix Gobert en 1911 et prix Jean-Reynaud de l'Académie française en 1914[4]
- Les Chansons de croisade, 1909
- Les Chansons de Colin Muset, 1912
- Les Crimes allemands d’après les témoignages allemands, 1915
- Comment l’Allemagne essaie de justifier ses crimes, 1915
- L’Effort français, 1919
- La Chanson de Roland, édition critique, 1921[4]
- La Chanson de Roland, d'après le manuscrit d'Oxford, 1922 Texte sur Wikisource
- Commentaires sur la Chanson de Roland, 1927